# Виробнича структура
Виробни́ча структу́ра (підприє́мства) — це просторова форма організації виробничого процесу, яка включає склад і розміри виробничих підрозділів підприємства, форми їх взаємозв'язків між собою, співвідношення підрозділів за потужністю (пропускною спроможністю устаткування) та чисельністю працівників, а також розташування підрозділів на території підприємства.

## Вимоги до виробничої структури та її роль
Виробнича структура підприємства віддзеркалює характер розподілу праці між окремими підрозділами, а також їх кооперовані зв'язки в єдиному виробничому процесі по створенню продукції. Вона робить істотний вплив на ефективність і конкурентоспроможність підприємства. Склад, розміри виробничих підрозділів, ступінь їх пропорційності, раціональність розміщення на території підприємства, стійкість виробничих зв'язків впливають на ритмічність виробництва й рівномірність випуску продукції, визначають витрати виробництва а, отже, і рівень прибутковості підприємства. Тому ефективна виробнича структура підприємства повинна відповідати наступним вимогам:
- простота виробничої структури (достатній та обмежений склад виробничих підрозділів);
- відсутність дублюючих виробничих ланок;
- забезпечення прямотоковості виробничого процесу на основі раціонального розташування підрозділів на заводській території;
- пропорційність потужності цехів, дільниць, пропускної спроможності обладнання;
- стабільні форми спеціалізації та кооперування цехів та дільниць;
- адаптивність, гнучкість виробничої структури, тобто її спроможність до оперативної перебудови організації виробничих процесів відповідно до змінної кон'юнктури ринку.

## Елементи виробничої структури

### Робоче місце
Первинними ланками в організації виробничого процесу та базовими осередками (елементами) виробничої структури є розташовані на відведеній частині площі робочі місця, на яких виконуються робітниками (групою робітників) певні операції з виготовлення продукції чи обслуговування виробничого процесу за допомогою необхідного устаткування, інструменту, пристроїв.
Види робочих місць:
- просте робоче місце (одна одиниця обладнання, один робітник);
- багатоверстатне робоче місце — один робітник обслуговує декілька видів обладнання, яке зазвичай працює в автоматичному режимі;
- комплексне робоче місце (характерне для неперервних виробничих процесів) — один агрегат чи установка обслуговується бригадою робітників.

Залежно від закріплення за робочим місцем виробничої площі виділяють стаціонарні і рухомі робочі місця. Рухомі робочі місця стосуються таких категорій робітників, як наладчики, ремонтники, транспортні робітники. Виробничі площі їм не виділяються.
За рівнем спеціалізації робочі місця поділяються на спеціалізовані (за робочим місцем закріплюється виконання трьох-п'яти детале-операцій) і універсальні (закріплення детале-операцій або відсутнє, або їх кількість є значною — понад 20).

### Виробнича дільниця
Сукупність робочих місць, на яких виконуються технологічно однорідні операції або різні операції з виготовлення одного-двох видів продукції, утворює виробничу дільницю.
Виробничу дільницю очолює майстер (за наявності у зміну не менше від 25 робітників).
Дільниці створюються за двома принципами:
1. Технологічний принцип. Дільниця складається з однотипного обладнання (група токарних верстатів, група фрезерних, свердлильних верстатів тощо); робітники на дільниці виконують певний вид операцій. Закріплення за робочими місцями виготовлення певних видів продукції відсутнє. Такий тип дільниць є характерним для дрібносерійного та одиничного типів організації виробництва.
2. Предметно-замкнутий принцип. На такій дільниці використовується різнотипне обладнання, яке розташовується за ходом технологічного процесу. Робочі місця спеціалізуються на виготовленні певного виду продукції (деталей). На дільниці зайняті робітники різних спеціальностей. Різновидом такого типу ділянок є потокові лінії. Цей тип дільниць є характерним для великосерійного і масового виробництв, його робота відрізняється більшою ефективністю у порівнянні з дільницею, створеною за технологічним принципом.

### Цех
Декілька виробничих дільниць об'єднуються у цехи. Цех — адміністративно відокремлена частина підприємства, що спеціалізується або на виготовленні продукції чи її частини, або на виконанні певної стадії виробничого процесу.
Цех очолює начальник цеху.
За призначенням цехи поділяються на:
1) основні — виробництво основної профільної продукції або закінченої частини виробничого процесу. За стадіями виробництва основні цехи поділяються на заготівельні, обробні, складальні, випускові тощо;
2) допоміжні — сприяють випуску основної продукції, виготовляють допоміжні види виробів, які необхідні для нормальної роботи основних цехів (наприклад, виготовлення інструментів, запчастин для ремонту устаткування, виробництво енергії, надання ремонтних та енергетичних послуг). Важливішими з цих цехів уважаються інструментальні, ремонтно-механічні, ремонтно-енергетичні, ремонтно-будівельні, модельні, штампові та ін.
3) обслуговуючі — забезпечують нормальну роботу основних та допоміжних цехів шляхом транспортування і збереження сировини, напівфабрикатів, готової продукції, проведення необхідних санітарно-технічних заходів, підтримання благоустрою їх приміщень і території тощо. До категорії обслуговуючих господарств належать: складське господарство, у складі якого різноманітні склади та комори; транспортне господарство, яке формується на базі депо, гаражів, ремонтних майстерень, транспортних та вантажно-розвантажувальних засобів; санітарно-технічне господарство, що об'єднує водопровідні, каналізаційні, вентиляційні та опалювальні пристрої; центральна заводська лабораторія, яка складається з відповідних лабораторій механічної, металографічної, хімічної, пірометричної, рентгенівської тощо.
4) дослідно-експериментальні — виготовлення та випробування макетів й дослідних зразків нових видів продукції;
5) побічні та підсобні. Побічні цехи переробляють відходи основного та допоміжного виробництв і виготовляють непрофільну продукцію або відновлюють допоміжні матеріали для потреб виробництва. Наприклад, цех виробництва товарів широкого вжитку, цех регенерації формувальної суміші, мастил, обтиральних матеріалів тощо.
Підсобні цехи здійснюють підготовку основних матеріалів для основних цехів, а також виготовляють тару для пакування продукції. Наприклад, кар'єр для добування формувальної землі, торфорозробки, цех вогнетривів, що забезпечує основні цехи вогнетривкими виробами тощо.

### Виробнича одиниця
Виробнича одиниця як елемент виробничої структури — це комплекс спеціалізованих цехів, що мають самостійну структуру управління (але не мають прав юридичної особи). Виробнича одиниця створюється на дуже великих підприємствах, холдингових компаніях, концернах; може функціювати на правах філії (дочірнього АТ) зі збереженням юридичної самостійності.

## Класифікація виробничих структур та їх компонентів
Розрізняють два типи виробничих структур:
1. Комплексна виробнича структура (багатостадійна). При ній на підприємстві здійснюють усі стадії виробничого процесу: заготівельну, обробну, складальну й випускову.
2. Спеціалізована (1-2-стадійна) виробнича структура, при якій відсутні деякі стадії. Виробничий процес за відсутніми стадіями забезпечується у формі кооперації з іншими підприємствами.

Залежно від виду спеціалізації виділяють наступні типи виробничої структури основних цехів:
- технологічна структура, за якої в цехах виконується певна визначена частина виробничого процесу, а продукція, що випускає цех, часто змінюється й не закріплена за робочими місцями;
- предметна структура (або подетально-вузлова, якщо підприємство спеціалізується на випуску деталей чи вузлів до виробів), яка є характерною для масового виробництва стійкої номенклатури продукції. За такого типу виробничої структури кожен цех спеціалізується на випуску одного або декількох конструктивно схожих виробів, а дільниці створюються за предметно-замкнутим принципом;
- змішана (предметно-технологічна), за якої заготівельні цехи мають технологічну структуру, обробні — подетально-вузлову, а випускові — предметну.

До основних недоліків технологічної структури сліду віднести:
- високу трудомісткість продукції й низьку ефективність використання ресурсів, а отже, високі витрати виробництва;
- великі втрати часу на часте переналагодження обладнання, транспортні роботи з переміщення предметів праці між дільницями, втрати часу на міжзмінне та міжопрераційне зберігання деталей та напівфабрикатів. Це тягне за собою високу тривалість виробничого циклу виробу, низьку обіговість обігових коштів і, отже, відносно низьку рентабельність виробництва.

Переваги предметної структури в порівнянні з технологічною:
- вона сприяє впровадженню прогресивного високопродуктивного спеціалізованого устаткування (автоматизованих потокових ліній, гнучких виробничих систем);
- спрощується планування, а також міжцехова й внутріцеховая кооперація;
- скорочуються виробничі цикли виготовлення деталей і вузлів;
- підвищується відповідальність працівників цехів і дільниць за якість продукції і виконання плану по номенклатурі;
- підвищується продуктивність праці, поліпшуються інші економічні показники цехів і підприємства в цілому.

В умовах мінливої кон'юнктури ринку предметна структура стає у більшій мірі уразливою. Виходом з цього положення може стати процес диверсифікації виробництва (розширення виробництва різноманітних видів продукції та здійснення нових видів діяльності). Цьому служить широке використання стандартизації та уніфікації конструкції, що випускається і на цій основі підвищення гнучкості виробничої структури.

## Фактори, що впливають на характер і особливості виробничої структури
Виробнича структура підприємства залежить від таких чинників:
1. Конструктивні і технологічні особливості продукції. Вид продукції визначає характер виробничих процесів, які, у свою чергу, впливають на склад основних цехів, обсяг виготовлення продукції. Складність конструкції та технології виготовлення виробів визначає відповідний рівень різноманіття виробничих зв'язків та залежності, розгалуженість структури.
2. Обсяг випуску продукції. Кількість виробів певного найменування, типорозміру та виконання, що виготовляються чи ремонтуються підприємством або його підрозділами протягом планового періоду визначає формування відповідних за спеціалізацією та потужністю структурних утворень. Збільшення обсягів продукції впливає на диференціацію виробничої структури, ускладнює внутрішньовиробничі зв'язки. Так, на великих підприємствах можуть створюватися кілька однорідних цехів.
3. Номенклатура продукції. Від неї залежить можливість пристосування цехів та дільниць для виробництва тільки певної продукції або більш різноманітної. Вузька номенклатура відносно спрощує виробничу структуру, а широка значно її ускладнює.
4. Рівень і форма спеціалізації та кооперування з іншими підприємствами. Збільшення рівня спеціалізації сприяє однорідності випуску продукції, зменшенню різноманітності цехів, спрощенню виробничої структури. Навпаки, універсальність виробництва ускладнює структуру. Кооперування з іншими підприємствами зменшує різноманітність виробничих процесів, що скорочує склад цехів і спрощує зв'язки.
5. Рівень автоматизації та механізації виробничих процесів. Він виявляється у створенні гнучкіших комплексно-автоматизованих та автоматизованих цехів, які мають високу продуктивність і спеціалізацію.
6. Ступінь охоплення життєвого циклу виробів. Якщо крім підготовки виробництва, безпосередньо процесу виготовлення виробів, їх випробування, складування, транспортування передбачається також сервісне обслуговування в процесі експлуатації, то це зумовлює створення регіональних спеціалізованих підрозділів.
Отже, характер виробничої структури визначається особливостями самого підприємства, його галузевої приналежністю, розмірами, ступенем спеціалізації і кооперування. При розробці виробничої структури слід враховувати всі перераховані особливості. Виробнича структура підприємства є динамічною. Вона змінюється в часі під впливом перелічених та інших чинників, які обумовлюють необхідність її вдосконалення. Основною вимогою до структури є забезпечення якнайраціональнішого сполучення в часі та просторі всіх елементів виробничого процесу.